# Ortega Cartel
Ortega Cartel – kanadyjski projekt muzyczny specjalizujący się w polskojęzycznym hip-hopie. Powstał w 2003 roku w Montrealu z inicjatywy kanadyjskich Polaków, Pitera Pitsa i Patr00 na kanwie studia nagraniowego 3dB. 
Idea projektu to głównie zabawa rapem, tworzenie spontanicznej, zaangażowanej i dojrzałej muzyki. Zespół wypracował swój własny styl tworząc utwory, które wydają się niedopracowane, lecz jednocześnie nadając im w ten sposób niepowtarzalny klimat starych nagrań z początków polskiego rapu.
W latach 2004–2007 zespół wydał trzy albumy długogrające i jedną EPkę. Nagrania te jednak nie zostały wydane oficjalnie, a były jedynie dostępne do pobrania ze strony internetowej zespołu. Dopiero w 2009 roku, nakładem wytwórni Sixteen Pads Records w dystrybucji Asfalt Records, wydana została pierwsza "legalna" płyta zespołu - Lavorama, na której wystąpili gościnnie m.in. O.S.T.R., Tede, Proceente czy Mielzky. Rok później ukazała się reedycja trzeciego albumu Ortegi - Nic się nie dzieje z 2007 roku.
W warstwie muzycznej Ortega Cartel czerpie inspiracje z klasyki hip-hopu, jazzu i rocka progresywnego. W 2012 roku Patr00 został sklasyfikowany na 7. miejscu w rankingu 20 najlepszych polskich producentów hip-hopowych według czasopisma Machina.  

## Dyskografia
Albumy
| Tytuł              | Dane dot. albumu |
| ------------------ | --- |
| Zakazany owoc      | - Data wydania: 2004 - Wydawca: brak (nielegal) |
| Paskowy duel (EP)  | - Data wydania: 2005 - Wydawca: brak (nielegal) |
| Podziemne disco    | - Data wydania: 10 marca 2006 - Wydawca: brak (nielegal) - Data wydania reedycji: 3 czerwca 2010 - Wydawca reedycji: Sixteen Pads Records/Asfalt Records   |
| Nic się nie dzieje | - Data wydania: 24 sierpnia 2007 - Wydawca: brak (nielegal) - Data wydania reedycji: 27 lipca 2009 - Wydawca reedycji: Sixteen Pads Records/Asfalt Records |
| Lavorama           | - Data wydania: 16 czerwca 2009 - Wydawca: Sixteen Pads Records/Asfalt Records                                                                             |

Inne
| Album                                  | Rok  | Uwagi                                             | Źródło |
| -------------------------------------- | ---- | ------------------------------------------------- | ------ |
| JuNouMi Records EP Vol.4               | 2010 | Ortega Cartel - "Czy to ważne"                    | [ 8 ]  |
| Spinache - Spinache                    | 2014 | "LavoLavo" (gościnnie: Ortega Cartel, Frank Nino) | [ 9 ]  |
| Gruby Mielzky, Patr00 - Miejski patrol | 2015 | "Halo ziemia" (gościnnie: Ortega Cartel)          | [ 10 ] |
| The Returners - Nowa stara szkoła      | 2016 | "Tacy sami" (gościnnie: Ortega Cartel)            | [ 11 ] |

## Teledyski
| Tytuł                 | Rok  | Reżyseria/Realizacja | Album    | Źródło |
| --------------------- | ---- | -------------------- | -------- | ------ |
| "This is for My Boys" | 2009 | Sixteen Pads Films   | Lavorama | [ 12 ] |
| "To historia"         | 2009 | Sixteen Pads Films   | Lavorama | [ 13 ] |
| "Lavorama"            | 2010 | Sixteen Pads Films   | Lavorama | [ 14 ] |

## Nagrody i wyróżnienia
| Rok  | Kategoria             | Tytułem  | Nagroda            | Uwagi      | Źródło |
| ---- | --------------------- | -------- | ------------------ | ---------- | ------ |
| 2010 | Polska Produkcja Roku | Lavorama | Rapgra Awards 2010 | 4. miejsce | [ 15 ] |